# 1977年日本
1977年，是日本昭和52年。

## 政治
- 天皇：裕仁
- 內閣總理大臣：福田赳夫

## 大事記
- 7月1日 -日本 領海法施行、將日本的領海定為海岸周圍的12海浬。
- 7月10日 - 第11屆參議院議員通常選舉投票日。
- 11月15日：新潟縣中學一年級女學生橫田惠在放學回家途中失蹤，後被證實遭北韓特務綁架。

## 出生
- 1月3日 - 小澤真珠、女優
- 1月11日 - 松岡昌宏、TOKIO成員
- 2月17日 - 鈴木千尋，配音員